# 秋月種博
秋月 種博（あきづき たねひろ）は、江戸時代後期の旗本寄合席。通称は金次郎。日向国高鍋藩主秋月家分家の旗本寄合席木脇領主秋月家9代当主。石高は日向国諸県郡、宮崎郡内3,000石。幕職として本所深川火事場見廻役や御先手鉄砲頭を勤める。秋月金次郎で知られる。

## 生涯
秋月種賀の子として誕生。父種賀（大学）は文政3年12月21日（1821年）に辞職した小普請組支配が最終幕職である。
種博は天保8年5月12日（1837年）に本所深川火事場見廻役となる。なお、旗本寄合席秋月家当主としては最後の本所深川火事場見廻役就任者である。天保13年（1842年）刊行の須原屋茂兵衛蔵版武鑑の本所深川火事場見廻や弘化4年刊行の出雲寺万次郎蔵版武鑑の本所深川出火之節見廻役に「秋月金次郎」の名が見える。
安政4年10月（1857年）に御先手鉄砲頭に転じる。なお万延元年（1860年）刊行の須原屋茂兵衛蔵版武鑑において、御先手鉄砲頭に「秋月金次郎　安政四十 △牛込榎坂」と見える。
多門櫓文書の明細短冊によると文久2年6月4日（1862年6月30日）に子の種記（豊三郎）が種博の跡を相続したとし、種記の年齢を25歳と記載した明細短冊では種博は死亡扱いとなっている。

## 系譜
- 父：秋月種賀（1777-?）
- 母：不詳
- 正室：多子 - 秋月種任の養女、脇坂安董の娘
- 生母不明の子女
  - 男子：秋月種記（?-1863）